# 779
Năm 779 là một năm trong lịch Julius.